# Tombeau de Merlin
Le tombeau de Merlin est une allée couverte ruinée, datée du Néolithique, située dans la forêt de Paimpont, au lieu-dit « La Marette » près du hameau des Landelles à Paimpont dans le département français d'Ille-et-Vilaine.
À la fin du XIXe siècle, la tradition assimile le monument au tombeau de Merlin. Dès cette époque, le monument a déjà été en grande partie détruit par des pilleurs de tombes. La valorisation du tombeau actuel ne remonte pas au-delà des années 1990. Le tombeau de Merlin est devenu depuis un important site touristique  de la légendaire forêt de Brocéliande.

## Description

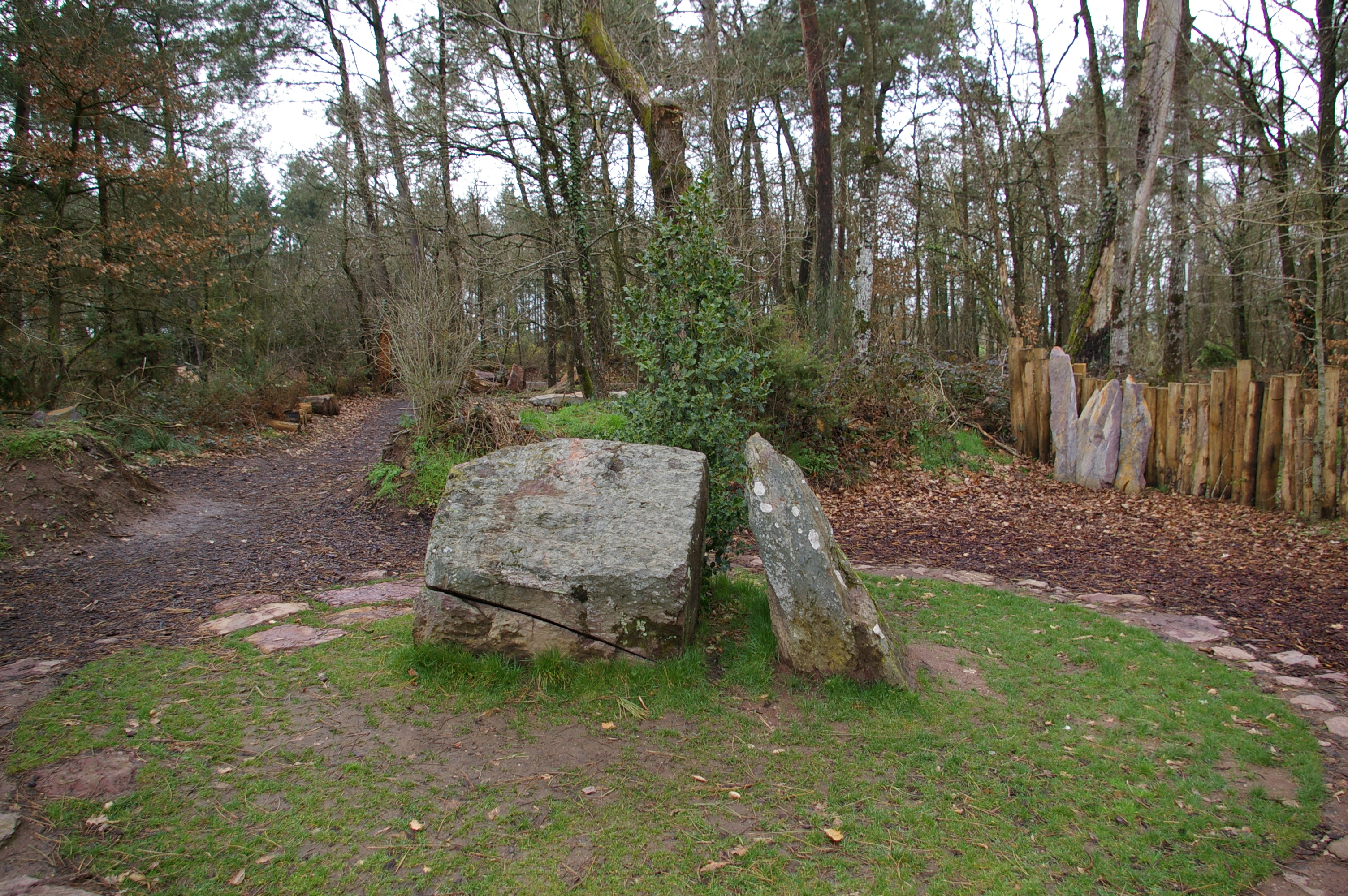
Vestiges de l'allée couverte.

Le monument est une allée couverte ruinée. D'après Félix Bellamy, il y avait à l'origine deux allées couvertes mais seule l'une d'entre elles, déjà en ruine, dite du Tombeau de Merlin (la seconde était désignée sous le nom de Tombeau de Viviane), a fait l'objet d'une description détaillée dans les années 1920. Les seuls documents graphiques connus du monument avant sa destruction, sont deux gravures datées du XIXe siècle et une photographie prise par Bellamy en 1899. 
L'allée couverte s'étirait sur 10,50 m de long et était large d'environ 1,50 m. La chambre était délimitée par quatre orthostates d'un côté, un seul de l'autre et une sixième dalle faisait office de chevet. La hauteur de ces supports variait de 0,90 m à 1,50 m, pour une largeur comprise entre 1,25 m et 1,60 m et une épaisseur oscillant entre 0,25 m et 0,40 m. Les dalles de couverture étaient toutes renversées. Toutes les pierres du monument étaient en schiste pourpré,. En 1892, Bellamy retournant sur place découvrit un monument complètement saccagé, et en 1894 il n'en demeurait pus que trois pierres.
L’ensemble est inventorié.

## Histoire d'une assimilation
Depuis le Lancelot-Graal, la légende de Merlin veut qu'il se retire du monde à cause de son amour pour la fée Viviane. Dans une autre version de la légende, il est enfermé par Viviane dans une grotte. Le poète Auguste Creuzé de Lesser écrit en 1811 que Merlin serait enseveli dans la forêt de Brocéliande, forêt légendaire dont la localisation précise n'est pas encore réellement revendiquée.

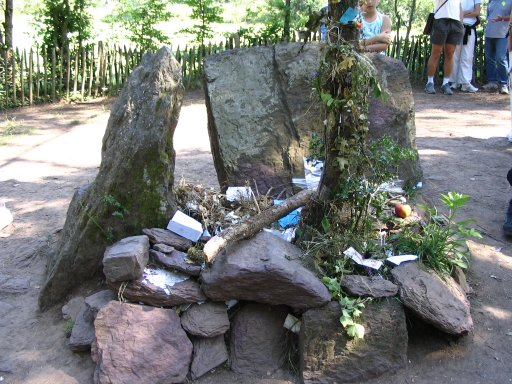
Vœux déposés par les visiteurs du tombeau de Merlin qu'ils souhaitent voir exaucés.

L'histoire moderne du tombeau de Merlin commence en 1820, date à laquelle un juge et érudit de Montfort-sur-Meu, J. C. D. Poignand, publie dans la Brochure des Antiquités Historiques un article dans lequel il affirme que Merlin aurait été enterré en forêt de Paimpont, sur la commune de Saint-Malon-sur-Mel et près de l'abbaye de Talhouet. Depuis vingt ans, les habitants fouillent les lieux en espérant y trouver des trésors. En 1825, Blanchard de la Musse associe une allée couverte du nord de la forêt de Paimpont au tombeau de Merlin. Théodore Hersart de la Villemarqué localise lui aussi le tombeau de Merlin dans ces lieux. En 1846, une gravure Romantique du Magasin pittoresque représente un cercle de pierre, inexistant en forêt de Paimpont, qu'elle nomme Tombeau de Merlin et situé en forêt de Brocéliande.
La topographie actuelle de la forêt de Paimpont est définie par Bellamy en 1889. Pour la localisation du tombeau de Merlin, Bellamy reprend l'article de Poignand et les dires des habitants, et la fixe sur l'allée couverte. En 1892, des pilleurs de tombes à la recherche de l'hypothétique trésor de l'enchanteur creusent et détruisent les blocs qu'ils ne peuvent déplacer.
La valorisation touristique de Paimpont-Brocéliande commence à la même époque mais les habitants locaux montrent une certaine réticence.
Dans les années 1970, Yann Brekilien s'oppose à la construction des routes d'accès et à la perte du caractère légendaire de Paimpont-Brocéliande. Il faut attendre les années 1990 pour qu'une politique de valorisation se mette en place grâce au maire de Ploërmel et au Centre de l'Imaginaire Arthurien, permettant des visites guidées et la mise en place d'un périmètre de protection autour du tombeau de Merlin. En 2008, le programme européen LEADER favorise la restauration du site qui était dans un état avancé de délabrement et la mise en œuvre d'un itinéraire de parcours dit « boucle de l’enchanteur » (circuit comprenant le tombeau de Merlin et la fontaine de Jouvence).

## Folklore contemporain
Les visiteurs laissent souvent au centre du monument des couronnes de fleurs et de petits papiers où ils écrivent les vœux qu'ils souhaitent voir exaucés par Merlin. Il arrive aussi que des cendres de défunts y soient dispersées.